# 鈴木正一郎
鈴木 正一郎（すずき しょういちろう 1938年 - ）は、日本の実業家。王子製紙（現・王子ホールディングス）代表取締役社長・会長、日本経団連評議員会副議長、日本製紙連合会会長を歴任。

## 略歴
愛知県出身。愛知県立旭丘高等学校を経て、1961年東京工業大学理工学部機械工学科卒業、王子製紙入社。春日井工場施設部長、技術本部副本部長等を経て、1993年取締役、96年常務、99年専務、2000年副社長と進み、2001年代表取締役社長に就任。
2006年から代表取締役会長。同年篠田和久社長とともに、北越製紙株の株式公開買付けを行い、日本初の大企業同士の敵対的TOBとして注目された。2012年会長を退任し取締役。同年取締役を退任し、顧問。この間、財界の雇用問題にあたり、2006年から日本経済団体連合会雇用委員長を務め、2008年には厚生労働省労働政策審議会委員に就任した。
2011年旭日重光章受章。

## その他の役職
- 日本包装技術協会会長（2005-）
- 日本製紙連合会会長（2006-）